# Margherita de L'Epine
Margherita de L'Epine, död 1746, var en italiensk operasångerska. Hon debuterade i Venedig 1698 men var från 1702 och framåt verksam i London, där hon blev en av den tidiga operans största primadonnor och associerad med etableringen av (italiensk) opera i England. 